# Supercoppa cipriota 2021 (pallavolo maschile)
La Supercoppa cipriota 2021, 28ª edizione della supercoppa nazionale di pallavolo maschile, si è svolta il 15 ottobre 2021: al torneo hanno partecipato due squadre di club cipriote e la vittoria finale è andata per la settima volta consecutiva all'Omonia.

## Regolamento
La formula ha previsto una gara unica.

## Squadre partecipanti
| Squadra   | Qualificazione                                         |
| --------- | ------------------------------------------------------ |
| Omonia    | Vincitrice Coppa di Cipro 2020-21/A' katīgoria 2020-21 |
| Paralimni | Finalista Coppa di Cipro 2020-21                       |

## Torneo
| 15 ottobre 2021 Kition Athlītiko Kentro, Larnaca Durata: 1h:25 - Spettatori: 135 | Omonia | 3 - 0 | Paralimni | 25-19, 25-19, 25-21 |